# Tobias Weis (Fußballspieler, 1971)
Tobias Weis (* 18. November 1971 in Zweibrücken) ist ein ehemaliger deutscher Fußballspieler.

## Laufbahn
Weis begann mit dem Fußballspielen bei der SG Rieschweiler, dann wechselte er in die Jugend des 1. FC Kaiserslautern. Als Neunzehnjähriger spielte er erstmals in der zweiten Mannschaft. Hier spielte er unter anderem an der Seite von Miroslav Klose, als dieser 1999 nach Kaiserslautern wechselte. Dabei gelangen ihm 16 Saisontore.
Weitere frühere Spielerkollegen waren u. a. Michael Ballack, Roman Weidenfeller, Clemens Fritz, Thomas Riedl, Bruno Labbadia und Torsten Kracht.
Für 150.000 Euro wechselte Weis im Sommer 2000 zum Karlsruher SC, der seinerzeit in der Regionalliga Süd spielte. Er schoss in 27 Spielen neun Tore und ihm gelang mit dem Verein die Rückkehr in den Profifußball. In seiner zweiten Saison in Karlsruhe kam er wegen Verletzungspech (er musste sich am Meniskus operieren lassen) nur noch auf zwölf Einsätze und blieb ohne Profitor.
Im Sommer 2002 unterschrieb Weis, der ablösefrei wechseln konnte, einen Vertrag bei der SG Wattenscheid 09 in der Regionalliga Nord. Bei seinem Debüt am 7. Spieltag gegen den Hamburger SV II splitterte ein Stück Knorpel im Knie ab. Nach vier Operationen beendete er im Sommer 2003 seine Karriere.
Weis bestritt insgesamt etwa 65 Verbandsligaspiele (16 Tore), ca. 100 Oberligaspiele (31 Tore), etwa 161 Regionalligaspiele (38 Tore) und 12 Zweitligaspiele (kein Tor). Außerdem absolvierte er etwa 50 Auswahlspiele für den südwestdeutschen Fußballverband und sechs Jugendländerspiele, u. a. erreichte er den vierten Platz bei der Europameisterschaft U-16 1988 in Spanien.
2003 absolvierte Weis die Trainerprüfung und trainierte danach den SV Niederauerbach. Seit 2008 ist er Trainer bei seinem Heimatverein SG Rieschweiler (Verbandsliga Südwest, südwestdeutscher Verband).
Im Jahr 2009/2010 gelang ihm mit der SG Rieschweiler der Aufstieg aus der Landesliga in die Verbandsliga. Weis ist seit März 2013 Vorstand der SG Rieschweiler. Aus diesem Verein stammt der Weltmeister von 2014, Erik Durm. Weis beendete im November 2024 sein Engagement im Vorstand der SG Rieschweiler. 